# Верхнесилезская наступательная операция
Верхне-Силезская наступательная операция, Верхнесилезская операция, Оппельнская операция — фронтовая наступательная операция Красной Армии против немецких войск во время Великой Отечественной войны, продолжение Нижнесилезской наступательной операции. Проводилась с 15 марта по 31 марта 1945 года частью сил 1-го Украинского фронта с целью ликвидации угрозы флангового удара и овладения Силезским промышленным районом.

## Общая обстановка
Конфигурация линии фронта, образовавшейся в результате проведения советскими войсками Нижне-Силезской наступательной операции, предоставляла обеим сторонам возможность для проведения наступательных операций. Южное крыло 1-го Украинского фронта угрожающе нависало с севера над группировкой немецких войск в районе Оппельн — Ратибор. Немецкое командование, в свою очередь, имело возможность для нанесения флангового удара в направлении Бреслау с целью его деблокирования.
Ставка ВГК и Генеральный штаб Красной Армии были обеспокоены потенциальной возможностью немцев вернуть себе утраченную часть силезского промышленного района. В своих воспоминаниях И. С. Конев приводит слова Сталина по этому поводу:

Смотрите, — говорил мне Сталин в одном из таких телефонных разговоров, — немцы не примирились с потерей Силезии и могут её у вас отобрать.
С целью ликвидации угрозы южному крылу фронта командующий решил разработать и провести частную наступательную операцию.

## План операции
План операции предусматривал одновременное наступление по сходящимся направлениям двух ударных группировок фронта с целью окружения части немецких войск в районе Оппельна. В первую группировку, развёрнутую севернее Оппельна, входили: 21-я армия, 4-я танковая армия и 34-й гвардейский стрелковый корпус. Южнее Оппельна была сосредоточена вторая группировка, состоящая из 59-й и 60-й армий, 93-го стрелкового, 31-го танкового и 7-го гвардейского механизированного корпусов.

## Оборона немецких войск
Передний край обороны состоял из укреплений полевого типа и инженерных заграждений. В ближайшем тылу большинство населённых пунктов были подготовлены к длительной обороне и образовывали прочные узлы сопротивления. Местность была густо заминирована и практически всё пространство между населёнными пунктами простреливалось артиллерийским и ружейно-пулемётным огнём. Особое внимание немецкое командование уделяло противотанковой обороне. Для артиллерии были подготовлены запасные огневые позиции.

## Состав и силы сторон

### СССР
Часть сил 1-го Украинского фронта (командующий маршал И. С. Конев, начальник штаба генерал армии В. Д. Соколовский) в составе:
- 5-я гвардейская армия (генерал-полковник Жадов А. С.)
- 21-я армия (генерал-полковник Гусев Д. Н.)
- 4-я танковая армия, с 17 марта 4-я гвардейская танковая армия, (генерал-полковник Лелюшенко Д. Д.)
- 59-я армия (генерал-лейтенант Коровников И. Т.)
- 60-я армия (генерал-полковник Курочкин П. А.)
- 7-й гвардейский механизированный корпус (генерал-майор танковых войск Корчагин И. П.)
- 31-й танковый корпус (генерал-майор танковых войск Кузнецов Г. Г.)
- 4-й гвардейский танковый корпус (генерал-лейтенант танковых войск Полубояров П. П.)
- 34-й гвардейский стрелковый корпус (генерал-майор Бакланов Г. В.)
- 2-я воздушная армия (генерал-полковник авиации Красовский С. А.)

Всего: 408 400 человек, 988 танков и САУ, 5640 орудий и миномётов, 1737 самолётов.

### Германия
Часть сил Группы армий «Центр» (командующий генерал-фельдмаршал Ф. Шёрнер):
- 17-я армия;
- армейская группа «Хейнрици» (генерал-полковник Г. Хейнрици), c 22 марта 1-я танковая армия (генерал танковых войск В. Неринг)

Авиационную поддержку сухопутных войск осуществлял 4-й воздушный флот.
Всего перед началом сражения: 20 дивизий, 1420 орудий и миномётов, 94 танка и штурмовых орудия.

## Ход боевых действий
Наступление ударных группировок 1-го Украинского фронта началось утром 15 марта после 40-минутной артиллерийской подготовки. Встретив упорное сопротивление, советские войска к исходу дня сумели вклиниться в оборону противника на 8-10 км. При этом танковые части, действовавшие в составе как северной, так и южной группировок, понесли серьёзные потери. Так, 7-й механизированный корпус потерял четверть, а 31-й танковый корпус — треть своих танков. Впервые советские танкисты столкнулись с массированным применением обороняющимися последних модификаций фаустпатронов — панцерфаустов, которые были особенно эффективны в ходе боёв в населённых пунктах. Чтобы парировать удар 1-го Украинского фронта и не допустить его выход к городу Нейсе немецкое командование стало перебрасывать в район сражения новые соединения. 16 марта разгорелись ожесточённые бои между наступавшими советскими и контратаковавшими их немецкими войсками. Несмотря на это, к исходу 17 марта тактическая зона обороны немецких войск была прорвана и в образовавшуюся брешь устремились подвижные соединения ударных группировок: 10-й гвардейский танковый и 7-й гвардейский механизированный корпуса. Днём 18 марта они встретились в районе города Нёйштадта (Прудник), замкнув кольцо вокруг оппельнской группировки вермахта. В котле оказались 168-я и 344-я пехотные дивизии, 20-я пехотная дивизия СС и часть 18-й моторизированной дивизии СС. 19 марта немецкое командование предприняло первую попытку деблокировать окружённых силами танковой дивизии «Герман Геринг». На следующий день для этой цели были привлечены уже более крупные силы: 10-й армейский корпус, 20-я танковая и 45-я пехотная дивизии. Немецкое контрнаступление было встречено тремя советскими корпусами: 118-м стрелковым, 6-м механизированным и 4-м гвардейским танковым. Пока советские соединения, действовавшие на внешнем фронте окружения, отбивали немецкие контрудары, главные силы 21-й армии к вечеру 20 марта фактически завершили ликвидацию окружённой немецкой группировки.
24 марта в результате стремительного наступления и после напряжённых уличных боёв части 21-й и 4-й танковой армий овладели городом Нейсе.
24 марта 1945 года танковый взвод гвардии лейтенанта Назипа Хазипова первым ворвался в населённый пункт Владен, подавил огонь трёх штурмовых орудий, подбил танк и бронетранспортёр и уничтожил свыше роты солдат противника.
На следующий день в ходе боя за сильно укреплённую высоту немцы предприняли сильную контратаку, при отражении которой танк Хазипова был подбит, а сам он ранен. Несмотря на это, отважный офицер эвакуировал раненых членов своего экипажа и в течение четырёх часов один вёл бой с врагом. Уничтожив ещё одно штурмовое орудие противника и более взвода пехоты, сражался до тех пор, пока не погиб от прямого попадания вражеского снаряда.
Следующим и последним крупным населённым пунктом, который предстояло взять в ходе операции, был город Ратибор. На этом направлении действовала 60-я армия генерал-полковника А. П. Курочкина. Однако наступление на этом направлении развивалось чрезвычайно трудно. 22 марта погодные условия позволили авиации 2-й воздушной армии возобновить поддержку атакующей советской пехоте. Несмотря на это немецкие части оборонялись с большим упорством. Кроме того, немецкое командование перебросило с других направлений и ввело в бой 8-ю и 17-ю танковые дивизии. В сложившейся обстановке командующий 1-м Украинским фронтом решил усилить наступающие части 60-й армии двумя корпусами 4-й гвардейской танковой армии. Это положительно сказалось на темпах советского наступления. 24 марта 38-я армия соседнего 4-го Украинского фронта возобновила наступление на моравско-остравском направлении, создав угрозу окружения немецкой группировки в районе Рыбника и Ратибора и тем самым изменив оперативную обстановку в пользу Красной Армии. 27 марта 60-я армия взяла Рыбник. Затем, в течение двух дней 29 и 30 марта советская авиация наносила массированные бомбовые и штурмовые удары по позициям немецких войск в районе Ратибора. Для усиления огневой мощи наступающих в район Ратибора были переброшены 17-я и 25-я артиллерийские дивизии прорыва. 31 марта после мощной артиллерийской подготовки к решающему штурму города приступили 15-й и 106-й стрелковые корпуса 60-й армии. Их поддерживали танкисты 31-го танкового корпуса и армии Д. Д. Лелюшенко. Не выдержав натиска, противник начал отвод своих войск. Захватив Ратибор, войска 1-го Украинского фронта перешли к обороне.

## Потери сторон

### СССР
В ходе операции Красная Армия потеряла 66 801 человек, из них безвозвратно — 15 876 человек. В ходе сражения погибли командир 10-го гвардейского танкового корпуса Нил Данилович Чупров и командир 6-го гвардейского механизированного корпуса Василий Фёдорович Орлов.

### Германия
Немецкие войска потеряли почти 60 тысяч человек, из которых около трети были взяты в плен. Было утрачено 80 танков и штурмовых орудий, до 1300 орудий, 26 самолётов, 243 склада военного имущества.

## Результаты операции
В результате Верхне-Силезской операции войска 1-го Украинского фронта уничтожили более 5 дивизий вермахта, ликвидировали угрозу немецкого контрнаступления и существенно подорвали военно-экономический потенциал Германии. По заявлению министра вооружений А. Шпеера, с потерей Верхней Силезии Германия утратила четверть своего военного производства.